# Zeid ibn Huseyin
O Príncipe Zeid ibn Huseyin (árabe: الأمير زيد ابن حسين‎) (28 de fevereiro de 1898 – 18 de outubro de 1970), sucedeu ao rei Faiçal II do Iraque, após seu assassinato em 1958, mas nunca reinou, tendo em vista o país ter-se tornado uma república.

## Biografia
Zeid nasceu no palácio de Stinia, na Turquia, filho do rei Huceine ibne Ali e da rainha Adila Khanum. Era irmão do rei Faiçal I e foi educado no colégio Ghalata Serai (Galatasaray Lisesi), no colégio de Constantinopla e no Balliol College, em Oxford.
Comandou, de 1916 - 1919, o exército árabe do norte, e, em 1923, entrou para a cavalaria iraquiana, sendo promovido a coronel.
Em novembro de 1933, Zeid casou-se com a Princesa Fahrelnissa Zeid em Atenas, Grécia, e tiveram um único filho, o Príncipe Ra'ad ibn Zeid.
Exerceu o cargo de embaixador do Iraque em Berlim e Ancara na década de 1930 e em Londres na década de 1950.
Por ocasião do massacre da Família real iraquiana, em 14 de julho de 1958, o Príncipe Zeid encontrava-se em Londres com sua família, como embaixador, onde permaneceu. Tornou-se então chefe da Casa Real do Iraque, mas não pode retornar ao país, que se tornara uma república. 
O Príncipe Zeid morreu no exílio em Paris, e está sepultado no Mausoléu Real, no palácio de Raghdan, em Amã, Jordânia.